# Nordische Junioren-Skiweltmeisterschaften 1982
Die 5. Nordischen Junioren-Skiweltmeisterschaften 1982 fanden vom 3. bis zum 8. März 1982 in Murau statt. Es nahmen Athleten aus 21 Nationen teil.
Die erfolgreichste Nation der Titelkämpfe war Norwegen mit drei Goldmedaillen und einer Silbermedaille vor der Sowjetunion mit je einer Gold- und Silbermedaille und vier Bronzemedaillen und Schweden mit je einer Gold und Silbermedaille.

## Skilanglauf Junioren

### 15 km
| Platz | Sportler              | Land                            | Zeit (min) |
| ----- | --------------------- | ------------------------------- | ---------- |
| 1     | Andrei Astaschkin     | Sowjetunion                     | 40:10,6    |
| 2     | Erik Östlund          | Schweden                        | 40:28,8    |
| 3     | Wladimir Smirnow      | Sowjetunion                     | 40:54,2    |
| 4     | Arild Monsen          | Norwegen                        | 41:23,1    |
| 5     | Vegard Ulvang         | Norwegen                        | 41:23,5    |
| 6     | Gunde Svan            | Schweden                        | 41:23,6    |
| 7     | Alfred Runggaldier    | Italien                         | 41:33,0    |
| 8     | Alois Stadlober       | Österreich                      | 41:35,1    |
| 9     | Wolfgang Ritzinger    | Österreich                      | 41:43,0    |
| 10    | Uwe Bellmann          | Deutsche Demokratische Republik | 41:45,4    |
| 12    | Hans-Luzi Kindschi    | Schweiz                         | 41:55,9    |
| 18    | Andreas Rollinger     | Deutsche Demokratische Republik | 42:42,5    |
| 21    | Uwe Wünsch            | Deutsche Demokratische Republik | 43:00,3    |
| 23    | Heinz Festerer        | Österreich                      | 43:07,8    |
| 24    | Reinhard Erath        | Österreich                      | 43:19,2    |
| 26    | Konstantin Ritter     | Liechtenstein                   | 43:24,1    |
| 25    | Thomas Fischer        | BR Deutschland                  | 43:32,3    |
| 33    | Thomas König          | Schweiz                         | 43:37,7    |
| 34    | Frank Schröder        | Deutsche Demokratische Republik | 43:39,6    |
| 37    | Robert Anzenberger    | BR Deutschland                  | 43:54,8    |
| 38    | Jean-Philippe Marchon | Schweiz                         | 44:02,0    |
| 44    | Battista Bovisi       | Schweiz                         | 44:49,9    |
| 48    | Wolfgang Beck         | Liechtenstein                   | 45:10,3    |
| 49    | Bernd Raupach         | BR Deutschland                  | 45:20,4    |
| 58    | Emil Hoch             | Liechtenstein                   | 46:40,3    |

Datum: 5. März 1982
Es waren 70 Läufer am Start.

### 3 × 10 km Staffel
| Platz | Sportler                                              | Land                            | Zeit (std) |
| ----- | ----------------------------------------------------- | ------------------------------- | ---------- |
| 1     | Erik Östlund Lars Håland Gunde Svan                   | Schweden                        | 1:23:52,1  |
| 2     | Bjørn-Olav Norbye Vegard Ulvang Arild Monsen          | Norwegen                        | 1:24:07,1  |
| 3     | Andrei Astaschkin Michail Moumortsev Wladimir Smirnow | Sowjetunion                     | 1:24:12,1  |
| 4     |                                                       | Finnland                        | 1:24:50,0  |
| 5     | Uwe Bellmann Uwe Wünsch Frank Schröder                | Deutsche Demokratische Republik | 1:25:14,2  |
| 6     |                                                       | Tschechoslowakei                | 1:25:38,7  |
| 7     |                                                       | Italien                         | 1:26:07,9  |
| 8     |                                                       | Österreich                      | 1:26:12,2  |
| 9     |                                                       | Japan                           | 1:26:34,3  |
| 10    | Jeremias Wigger Thomas König Hans-Luzi Kindschi       | Schweiz                         | 1:28:15,8  |
| 11    |                                                       | BR Deutschland                  | 1:29:04,3  |
| 16    |                                                       | Liechtenstein                   | 1:31:53,8  |

Datum: 7. März 1982
Es waren 20 Teams am Start.

## Skilanglauf Juniorinnen

### 5 km
| Platz | Sportler                     | Land                            | Zeit (min) |
| ----- | ---------------------------- | ------------------------------- | ---------- |
| 1     | Hanne Krogstad               | Norwegen                        | 14:07,4    |
| 2     | Manuela Di Centa             | Italien                         | 14:19,5    |
| 3     | Anfissa Romanowa             | Sowjetunion                     | 14:22,9    |
| 4     | Hilde Gjermundshaug Pedersen | Norwegen                        | 14:23,8    |
| 5     | Steffi Messner               | Deutsche Demokratische Republik | 14:29,8    |
| 6     | Kari Syrdalen                | Norwegen                        | 14:31,6    |
| 7     | Kerstin Moring               | Deutsche Demokratische Republik | 14:32,9    |
| 8     | Anne Jahren                  | Norwegen                        | 14:38,7    |
| 9     | Anneli Heden                 | Schweden                        | 14:41,6    |
| 10    | Elena Klimova                | Sowjetunion                     | 14:44,5    |
| 15    | Gaby Nestler                 | Deutsche Demokratische Republik | 14:57,1    |
| 16    | Eva Egger                    | BR Deutschland                  | 14:58,0    |
| 17    | Kerstin Seidel               | Deutsche Demokratische Republik | 14:58,3    |
| 18    | Elke Rombach                 | BR Deutschland                  | 15:00,2    |
| 28    | Margrit Ruhstaller           | Schweiz                         | 15:26,0    |
| 29    | Margot Kober                 | Österreich                      | 15:27,4    |
| 30    | Annelies Lengacher           | Schweiz                         | 15:27,4    |
| 31    | Andrea Bayer                 | Österreich                      | 15:27,5    |
| 34    | Sabine Buhl                  | BR Deutschland                  | 15:31,8    |
| 36    | Gerlinde Wilke               | BR Deutschland                  | 15:38,2    |
| 39    | Martina Schönbächler         | Schweiz                         | 15:42,0    |
| 40    | Claudia Dittberner           | Österreich                      | 15:42,1    |
| 42    | Tanja Bammer                 | Österreich                      | 15:45,2    |

Datum: 5. März 1982
Es waren 57 Läuferinnen am Start.

### 3 × 5 km Staffel
| Platz | Sportler                                                   | Land                            | Zeit (min) |
| ----- | ---------------------------------------------------------- | ------------------------------- | ---------- |
| 1     | Kari Syrdalen Hanne Krogstad Anne Jahren                   | Norwegen                        | 46:25,3    |
| 2     | Tuulikki Pyykkönen Marjo Matikainen Jaana Savolainen       | Finnland                        | 46:34,2    |
| 3     | Kerstin Seidel Kerstin Moring Steffi Messner               | Deutsche Demokratische Republik | 47:06,4    |
| 4     |                                                            | Sowjetunion                     | 47:17,8    |
| 5     |                                                            | Schweden                        | 47:18,8    |
| 6     |                                                            | Italien                         | 47:25,8    |
| 7     | Margrit Ruhstaller Martina Schönbächler Annelies Lengacher | Schweiz                         | 48:47,8    |
| 8     |                                                            | Jugoslawien                     | 49:04,9    |
| 9     |                                                            | Vereinigte Staaten              | 49:05,3    |
| 10    |                                                            | Frankreich                      | 49:10,7    |
| 11    |                                                            | BR Deutschland                  | 49:21,5    |
| 12    |                                                            | Kanada                          | 49:48,5    |
| 13    |                                                            | Österreich                      | 51:09,1    |

Datum: 7. März 1982
Es waren 13 Teams am Start.

## Nordische Kombination Junioren

### Einzel (Normalschanze K90/15 km)
| Platz | Sportler             | Land                            | Gesamtpunkte |
| ----- | -------------------- | ------------------------------- | ------------ |
| 1     | Knut Leo Abrahamsen  | Norwegen                        | 424,860      |
| 2     | Andrei Simanov       | Sowjetunion                     | 403,580      |
| 3     | Sergei Bondar        | Sowjetunion                     | 401,540      |
| 4     | Robert Küffe         | Österreich                      | 388,860      |
| 5     | Jörg Beetz           | Deutsche Demokratische Republik | 379,520      |
| 6     | Takehiro Tanaka      | Japan                           | 375,140      |
| 7     | Miroslav Kopal       | Tschechoslowakei                | 375,020      |
| 8     | Ildar Garifullin     | Sowjetunion                     | 373,460      |
| 9     | Klaus Sulzenbacher   | Österreich                      | 372,820      |
| 10    | Jukka Ylipulli       | Finnland                        | 366,320      |
| 13    | Thomas Fleig         | BR Deutschland                  | 364,180      |
| 14    | Toni Pelihammer      | BR Deutschland                  | 362,480      |
| 17    | Werner Schwarz       | Österreich                      | 360,540      |
| 19    | Oliver Warg          | Deutsche Demokratische Republik | 360,080      |
| 22    | Matthias Hahn        | Deutsche Demokratische Republik | 350,060      |
| 24    | Thomas Steiert       | BR Deutschland                  | 348,080      |
| 28    | Hans-Peter Pohl      | BR Deutschland                  | 342,400      |
| 31    | Michael Flaschberger | Österreich                      | 334,940      |
| 35    | Arnold Bühler        | Schweiz                         | 329,040      |
| 38    | Fredy Glanzmann      | Schweiz                         | 318,160      |
| 40    | Francis Schneeberger | Schweiz                         | 290,020      |

Datum: 5. und 7. März 1982
Es waren 42 Athleten am Start

## Skispringen Junioren

### Normalschanze
| Platz | Sportler                | Land                            | Weite 1 | Weite 2 | Punkte |
| ----- | ----------------------- | ------------------------------- | ------- | ------- | ------ |
| 1     | Ernst Vettori           | Österreich                      | 79,0 m  | 79,5 m  | 243,5  |
| 2     | Markku Pusenius         | Finnland                        | 81,5 m  | 77,0 m  | 240,0  |
| 3     | Bernhard Zauner         | Österreich                      | 78,0 m  | 78,0 m  | 235,0  |
| 4     | Richard Schallert       | Österreich                      | 79,5 m  | 79,5 m  | 234,3  |
| 5     | Øystein Nerland         | Norwegen                        | 77,5 m  | 77,5 m  | 226,9  |
| 6     | Miro Slušný             | Tschechoslowakei                | 75,5 m  | 78,0 m  | 226,0  |
| 7     | Thomas Klauser          | BR Deutschland                  | 78,5 m  | 74,5 m  | 224,2  |
| 8     | Ole-Christian Eidhammer | Norwegen                        | 76,0 m  | 77,0 m  | 222,7  |
| 8     | Per-Morten Olsrud       | Norwegen                        | 78,0 m  | 73,5 m  | 220,3  |
| 10    | Gennadi Prokopenko      | Sowjetunion                     | 76,5 m  | 73,0 m  | 219,6  |
| 11    | Adolf Hirner            | Österreich                      | 75,0 m  | 73,5 m  | 218,0  |
| 13    | Jens Weißflog           | Deutsche Demokratische Republik | 74,5 m  | 73,0 m  | 214,4  |
| 21    | Thomas Haßlberger       | BR Deutschland                  | 73,5 m  | 71,0 m  | 202,1  |
| 22    | Andreas Bauer           | BR Deutschland                  | 82,0 m  | 76,5 m  | 201,5  |
| 25    | Lorenz Wegscheider      | BR Deutschland                  | 72,0 m  | 67,0 m  | 192,8  |
| 27    | Karsten Wiessner        | Deutsche Demokratische Republik | 67,5 m  | 67,0 m  | 190,1  |
| 37    | Christian Hauswirth     | Schweiz                         | 65,0 m  | 65,0 m  | 174,9  |
| 43    | Pascal Reymond          | Schweiz                         | 60,0 m  | 64,5 m  | 164,6  |
| 47    | Fabrice Piazzini        | Schweiz                         | 65,5 m  | 67,0 m  | 148,4  |

Datum: 7. März 1982
Es waren 53 Skispringer am Start.

## Medaillenspiegel
| Platz | Land                            | Gold | Silber | Bronze | Gesamt |
| ----- | ------------------------------- | ---- | ------ | ------ | ------ |
| 1     | Norwegen                        | 3    | 1      | 0      | 4      |
| 2     | Sowjetunion                     | 1    | 1      | 4      | 6      |
| 3     | Schweden                        | 1    | 1      | 0      | 2      |
| 4     | Österreich                      | 1    | 0      | 1      | 2      |
| 5     | Finnland                        | 0    | 2      | 0      | 2      |
| 6     | Italien                         | 0    | 1      | 0      | 1      |
| 7     | Deutsche Demokratische Republik | 0    | 0      | 1      | 1      |